# Заводской проспект (Колпино)
Заводской проспект — проспект в городе Колпино Санкт-Петербурга. Является продолжением улицы Танкистов.

## История
Район Заводского проспекта в 70-х годах называли «Шанхай».
К югу от Заводского проспекта со стороны нечётных номеров домов на полях совхоза Детскосельский (территория Пушкинского района) весной 2007 года началось строительство малоэтажного жилого района для военнослужащих «Новая Ижора». На площади 2,85 км² должно быть построено около 6 тысяч домов, общей площадью жилого фонда 500 тысяч м² с полной инфраструктурой.
В декабре 2016 был открыт мост через реку Ижору, соединивший Заводской проспект с Оборонной улицей.
В ноябре 2019 года посреди близлежащего к проспекту пустого поля было открыто соединение Софийской улицы с трассой М11 — в рамках этой развязки было также предусмотрено соединение Софийской улицы с Заводским проспектом, для которого был создан задел, имевший вид моста над пустым пространством. Планы завода Софийской улицы в Колпино восходят ко временам СССР. Построить соединение сразу мешали вопросы финансирования — трасса «Нева» финансировалась из другого источника.
Софийская улица была присоединена к Заводскому проспекту посредством светофорного перекрёстка ко дню Колпино в сентябре 2021 года.

## Здания и сооружения
- дом 1 — Детская больница № 22
- дом 8 — супермаркет «Пятёрочка»
- дом 10 — дом молодёжи «Колпинец»
- дом 16 — кафе «Мистер Колпин», минимаркет «Mandarin»
- дом 18 корпус 2 — гимназия № 446
- дом 50 — школа № 454

## Пересечения
Заводской проспект граничит или пересекается со следующими улицами:
- Улица Танкистов, Пролетарская улица
- Улица Металлургов
- Улица Машиностроителей
- Улица Веры Слуцкой
- Оборонная улица